# Karl Hermann Heinrich Benda
Karl Hermann Heinrich Benda (2. května 1748, Postupim – 15. března 1836, Berlín) byl německý hudebník a skladatel.

## Život
Karl Herman Benda pocházel z hudebnické rodiny Bendů, která je českého původu. Byl synem houslového virtuóza a skladatele Františka Bendy a jeho první ženy Francisky L. Eleonory Stephanieové (1718–1758).
Hudební vzdělání získal u svého otce a v roce 1766 se stal členem pruské královské kapely Fridricha II. V roce 1802 v ní zaujal po svém strýci Josefu Bendovi místo koncertního mistra. Byl rovněž dobrým klavíristou a učitelem hry na klavír. (Mezi jeho žáky patřil také král Fridrich Vilém III.) Působil rovněž jako korepetitor u baletu berlínské Královské opery. Odešel na odpočinek v roce 1809.

## Dílo
- Sinfonia D-Dur (jiný zdroj[2] uvádí Sonáta D-Dur)